# Srirasm

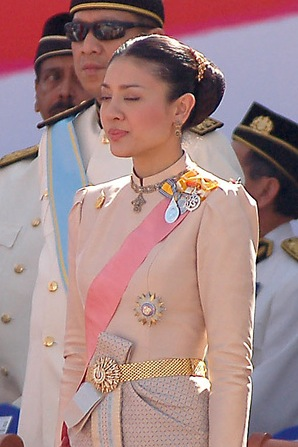

Srirasm Suwadee (ur. 9 grudnia 1971 w Samut Songkhram) – księżna Tajlandii w latach 2001-2014. Miała prawo do używania predykatu Jej Królewskiej Wysokości.
Jest córką Wanthanee i Aphiruta Akharapongpreechów. 10 lutego 2001 w Pałacu Nonthaburi w Bangkoku poślubiła dwukrotnie rozwiedzionego następcę tronu Tajlandii - księcia Mahę Vajiralongkorna, zostając jego trzecią żoną. Para ma jednego syna:
- księcia Dipangkorna Rasmijoti (ur. 29 kwietnia 2005)

W grudniu 2014 małżonkowie rozwiedli się

## Odznaczenia
- Krzyż Wielki Orderu Chula Chom Klao (I klasa)[2]
- Wielka Wstęga Orderu Białego Słonia (Klasa Specjalna)[3]
- Wielka Wstęga Orderu Korony Tajlandii (Klasa Specjalna)[3]